# Robert Molis
Robert Molis, né à Sarrecave le 12 mai 1936 et mort à Talant le 22 juillet 2008 est un historien français, spécialisé dans la période des Premier et Second Empires français et Risorgimento italien.

## Biographie
Né à Sarrecave le 12 mai 1936, Robert Molis accomplit ses études à l'école normale d'instituteurs de Toulouse avant de présenter un doctorat en histoire. Il devient ensuite professeur à Dijon.
Il meurt à Talant le 22 juillet 2008.

## Publications
Robert Molis est l'auteur de plusieurs ouvrages régionalistes et d'articles publiés dans des revues historiques en région Midi-Pyrénées.

### Ouvrages
- Les Francs-Tireurs et les Garibaldi — Soldats de la République 1870-1871 en Bourgogne, éditions Tirésias, Paris, 1995  (ISBN 2-908 527-36-7)
- Les Etats et le Pays de Nébouzan. Administration, fiscalité, réalité d'un pays pyrénéen, thèse d'histoire sous la direction de D. Ligou, université de Dijon, 1974. Prix Pierre-Dumont de la Société archéologique du Gers. Publié dans la revue Nébouzan en avril 2002[4].

### Articles
- « Comminges et Bourgogne. Un client insoupçonné de Philippe le Bon : Mathieu de Foix-Grailly, comte de Comminges », Annales de Bourgogne, vol. 40, 1968, pp. 192-196.
- « L'Armée de l'Ancien régime : La milice provinciale dans la subdélégation de Saint-Gaudens en EN 1780, 1781, 1782 et 1787 » in Revue d'histoire économique et sociale, Vol. 49, no 1 (1971), pp. 44-54.
- « L'Armée de l'Ancien régime : Le Régiment Provincial d'Auch (1773-1775) » in Revue d'histoire économique et sociale, Vol. 50, no 2 (1972), pp. 265-271.
- « La Gascogne et le pouvoir central : un essai de réforme administrative en 1768 » in Bulletin de la Société Archéologique, Historique, Littéraire et Scientifique du Gers, LXXVIe année, 1975.
- « Un intendant apothicaire, Monsieur d'Étigny » in Le Petit Commingeois (Luchon), no 42, 1988.
- « Persécutions, déportations, crimes et forfaitures de Napoléon le Petit dans quelques départements méridionaux », Archistra. Archives, histoire, traditions. Journal d'information, études et recherches sur l'histoire de la France méridionale (Toulouse), 2000, no 194, pp. 115-122, no 196, pp. 168-174.